# کلاوس وورایت
کلاوس وورایت (به آلمانی: Klaus Wowereit) سیاست‌مدار آلمانی است. او از سال ۲۰۰۱ تا ۲۰۱۴ شهردار برلین بود. کلاوس وورایت همجنس‌گراست و این موضوع را قبل از انتخابات شهرداری علنی کرده‌بود. شریک زندگی او جرن کوبیکی، جراح مغز و اعصاب است.